# Nicu Fălcoi
Nicu Fălcoi (n. 13 martie 1967, Lugoj, Republica Socialistă România, România) este un deputat român, ales în 2020 în județul Timiș, din partea partidului USR-PLUS.
În prezent este președintele Comisiei speciale pentru exercitarea controlului asupra Serviciului de Informații Externe, membru în Comisia de Apărare, Ordine Publică și Siguranță Națională din Camera Deputaților și Vicepreședinte al Comisiei pentru Apărare și Securitate din cadrul Adunării Parlamentare NATO. 
Între anii 2016-2020 a fost senator și a deținut următoarele funcții: Președintele Comisiei pentru Constituționalitate (feb 2020-dec. 2020), Secretar al Biroului Permanent (sept. 2018- feb. 2019), Vicepreședinte al Senatului (feb. 2018-sept. 2018), secretar al Comisiei de Apărare, Ordine publică și Siguranță națională a Senatului (feb. 2017-feb. 2018). 
Este membru al Grupurilor parlamentare de prietenie cu India, Arabia Saudită, Republica Algeriană și Indonezia.   
Este semnatar, în calitate de co-inițiator, a peste 160 de inițiative legislative.  
Este de profesie inginer și timp de mai bine de 20 de ani a fost pilot de avioane supersonice. 
Între anii 1989 și 2006 a activat în cadrul Bazei Aeriene 93 Timișoara, ca pilot clasa I și a participat la exerciții multinaționale NATO și la parade militare.
În intervalul 2004–2005, a fost observator militar ONU în cadrul Misiunii Organizației Națiunilor Unite în Congo. 
Profesia de pilot a deprins-o la Școala Militară de Ofițeri de Aviație ”Aurel Vlaicu” din Bobocu, județul Buzău, ale cărei cursuri le-a urmat în intervalul 1985–1989. 
A absolvit cursurile Facultății de Mecanică, Secția Autovehicule Rutiere din cadrul Universității Politehnica din Timișoara În perioada 1999–2004. 
După retragerea din armată, a activat în domeniul privat, ca antreprenor. Între 2006 și 2015 a fost directorul propriei companii care a desfășurat activități în domeniul transporturilor.